# Bisdom Yagoua

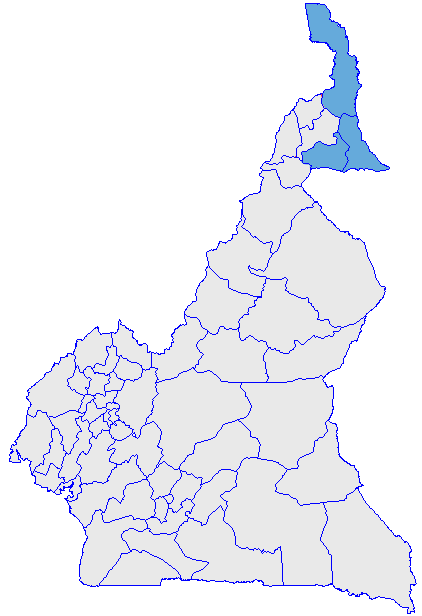
Het bisdom Yagoua (blauw) binnen Kameroen

Het bisdom Yagoua (Latijn: Dioecesis Yaguana) is een rooms-katholiek bisdom in Kameroen. Het maakt samen met drie andere bisdommen deel uit van de kerkprovincie Garoua en is suffragaan aan het aartsbisdom Garoua. Het bisdom telt 179.000 katholieken (2020), wat zo'n 10,2% van de totale bevolking van 1.751.000 is. Het bisdom heeft een oppervlakte van 22.461 km² en omvat de departementen Mayo-Danay, Mayo-Kani en Logone-et-Chari in de regio Extrême-Nord. In 2020 bestond het bisdom uit 27 parochies. De huidige bisschop van Yagoua is Barthélemy Yaouda Hourgo.  

## Geschiedenis
- 1968: Oprichting uit delen van het aartsbisdom Garoua

## Speciale kerken
De kathedraal van het bisdom Yagoua is de Cathédrale Sainte-Anne in Yagoua.

## Bisschoppen
- Louis Charpenet (1968–1977)
- Christian Wiyghan Tumi (1979–1982)
- Antoine Ntalou (1982–1992)
- Emmanuel Bushu (1992–2006)
- Barthélemy Yaouda Hourgo (sinds 2008)

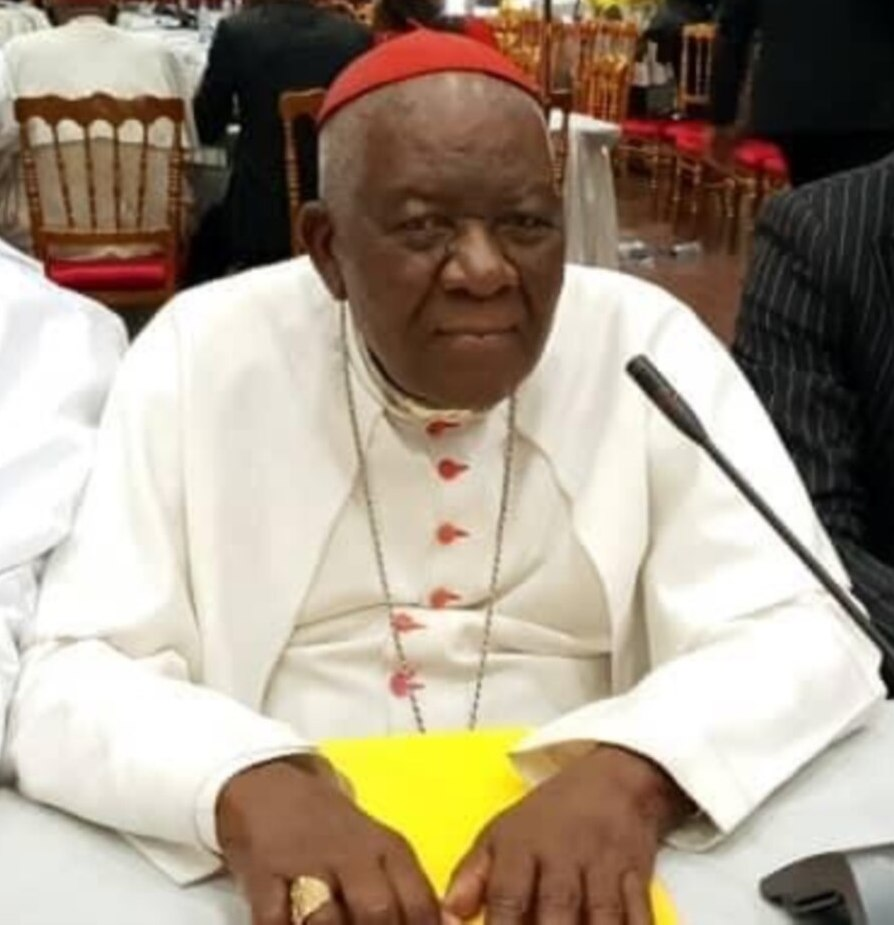
Christian Wiyghan Tumi